# Bánffy-kastély (Bonchida)
A Bánffy-kastély Romániában, Erdélyben, Kolozs megyében, a Mezőség nyugati felében, Bonchidán, Erdély egyik legnagyobb, évszázadokon keresztül legépebben megőrzött főúri kastélya volt. Gyakran hivatkoznak rá mint „Erdély Versailles-ára”.

## Története

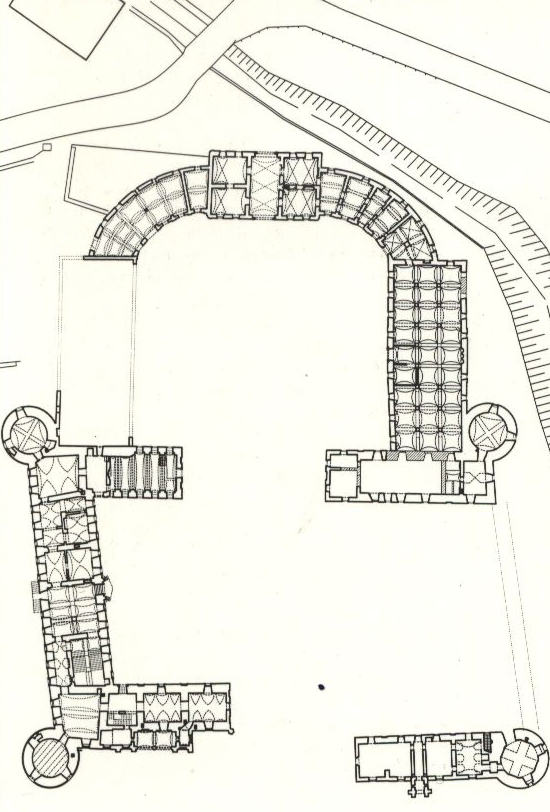
A kastély alaprajza

### Építtetése
Bonchida 600 éven át a Bánffy család birtokában volt. A kastélyt Bánffy Dénes kezdte el építtetni 1668-tól kezdődően, a dobokai vár köveiből. Fia, Bánffy György, Erdély gubernátora az 1690-es években folytatta az építkezést. A négy sarokbástyás épület nem készült el teljesen. A kuruc szabadságharc idején mindkét fél pusztította a támaszpontként használt kastélyt. Az építési és helyreállítási munkálatokat a 18. század elején folytatták, amikor a kastélyt reneszánsz stílusban bővítették, majd 1748-50 között Bánffy Dénes kolozsi főispán barokk kastéllyá építtette át. 1855-ben Kagerbauer Antal is dolgozott az épületen. A régi épület keleti szárnyához patkó alakú épülettagot toldottak, ami istállókat és melléképületeket foglalt magába, a tetején pedig helyt adott a Johannes Nachtigall faragta barokk szobor- és urnagalériának, amely 36 mitológiai tárgyú szobrot foglalt magába, amik Ovidius Metamorphoses című műve alapján készültek. 1944-ben a németek felgyújtották és kirabolták. Utolsó tulajdonosa Bánffy Miklós, író volt.

### A kommunizmus időszakában
A kommunizmus éveiben a kastélyt államosították. Az 1950-es években az egyik, még működő szárnyában termelőszövetkezetet létesítettek. A karbantartás teljes hiánya miatt a kastélyépület is súlyos károsodásokat szenvedett. A falubeliek a falait építőanyagnak használták fel. A kolozsvári szépművészeti múzeumnak sikerült megmentenie néhány szobrot az egykori barokk udvarból. Ezek jelenleg az intézmény Király utcai (Str. I.C. Brătianu) részlegében találhatók. A hatvanas években a műemlékvédelmi hatóság – miután egy koprodukciós film forgatásán másodszor is fölgyújtották – megpróbálta elindítani a kastély rehabilitációját, de pénzalapok hiányában a kezdeményezés végül eredmény nélkül maradt. Később az épületet építőanyag-lerakatként használták, a kastélykertet pedig legelőként, az értékes fák jelentős része pedig tűzifaként végezte.

### 1990-től napjainkig
Bánffy Katalin, Bánffy Miklós lánya, aki az 1950-es évektől Marokkóban, Tangerben élt, visszaperelte a kastélyt, és 2008-ban vissza is kapta. A kastély helyreállítására 2001-ben nemzetközi program indult, melyben építész, mérnök, művészettörténész és tájépítész egyetemi hallgatók segítenek az Erdély Versailles-aként is emlegetett kastély felújításában. A Transylvania Trust Alapítvány 2007-ben 49 évre koncesszionálta a birtokot, és vezeti a kastély felújítási munkálatait.

## Leírása
Siemersné Wass Ilona leírása, aki a Bonchidához közeli Cegén nőtt fel, így emlékszik vissza:
A bonchidai szépséges kastély nem csupán a Mezőség, hanem egész Erdély egyik legbecsesebb értéke volt. Különösen a főlépcső volt álomszép. Az istállókat Schünbrunn istállói nyomán tervezték. Látványnak is pompás volt. Az istállók előtt előcsarnok húzódott, középen szökőkút állott, ágaskodó lovasszoborral. Ettől jobbra és balra kezdődtek az istállók. Az első világháború előtt Bánffy György híres ménest tartott. A kastély módfelett ízlésesen, drága régi bútorokkal volt berendezve. Engem leginkább a gyönyörű kályhák és az antik falikárpitok ragadtak meg. Különösen a társalgó tetszett, melynek falát régi kínai mintás angol szövet borította, mely százesztendősnél is öregebb lehetett, de a színek egészen frissen ragyogtak. A szalon bútorait az előbbi anyaggal húzták be, mintája és színvilága varázslatosan hatott.
Bíró József leírásában a kastély így szerepel:
A nagy ebédlőtermet, amely vitrinjeivel, porcelánjaival levegős, napos derűt áraszt, bár méreteiben egy középkori lovagteremnek felel meg. A szebbnél szebb bútorokkal berendezett szobák között a Mária Terézia-szalon kék és sárga színeivel válik ki, meg az arcképcsarnokos biliárd-szoba és a kerek bástya könyvtárszobája…, a lépcsőházban álló páncélok és a legérdekesebb erdélyi különlegesség, a GBG betűkkel ellátott sakk-készlet. Nagy művészettel faragott, bécsiesen öltözött koronás, vagy föveges mellszobrok állnak a figurák talapzatain: király és királynő, nemes testőrök, parasztok meg lovagok. A nagy teremben sakkozott ezekkel Bánffy György (1787-1822), Erdély gubernátora, miközben a lakájok ide-oda cipelték a nem éppen könnyű bábukat.
Bánffy Miklós Erdélyi történet c. trilógiájának első kötetében (Megszámláltattál... 1934) Dénestornya fiktív név alatt szerepel a kastély többször is, és van a kötetben egy különösen szép fejezet (V. rész I. fejezet), amely lényegében ennek kastélynak és környezetének, parkjának részletes külső leírását adja, nagyjából a 20. századelőn fennállt állapotok szerint:
A kastély a Keresztes-mező szélén áll Közép-Erdélynek e legnagyobb térsége fölött, egyikén azoknak a domboknak, melyek dél felől lezárják és lassacskán növekedve Tordától Kocsárd felé vonulnak. Alacsony domb, mely csak húszhuszonöt méterrel emelkedik az Aranyos síksága fölé. Ide építették az egykori várat valamikor tán III. Béla idején, mert a legrégibb bolthajtásai és a szomszédos templom a XII. századból valók. Aki építette, jól választotta ki a helyét. Az a márgás réteggel osztott agyagnyelv fölül egészen sima; keleti oldala elég meredek, északra lankás, ugyanúgy nyugati behajlása is, ahova egykor meghúzódott a külső erőd védelme alá a falu. Odalenn a folyó ártere, akkoriban bizonyára még ingovány, mely csak századok televénye által vált lassacskán gazdag termőfölddé. A dombhát legvégét, honnan az három oldalra lejt, majdnem teljesen elfoglalja a várkastély. Így a középkor támadó fegyvereivel szemben jól volt védelmezhető, mindenfelé felülről lehetett lenyilazni az ostromlókra; egyedül délről közelíthették volna meg, de itt mélységes várárok és előretolt palánk és még tovább leányvár állhatott, melynek alapzata és földsáncai még most is rajzolódnak az azóta parkosított hegyháton.

## Képek

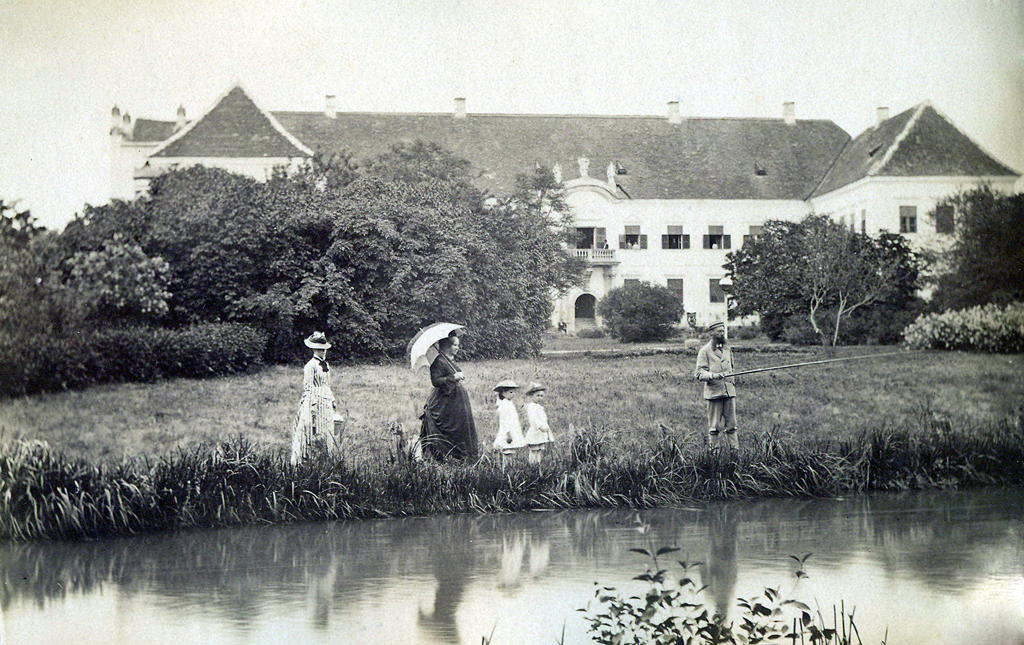
Horgászat a kastély parkjában 1890 körül
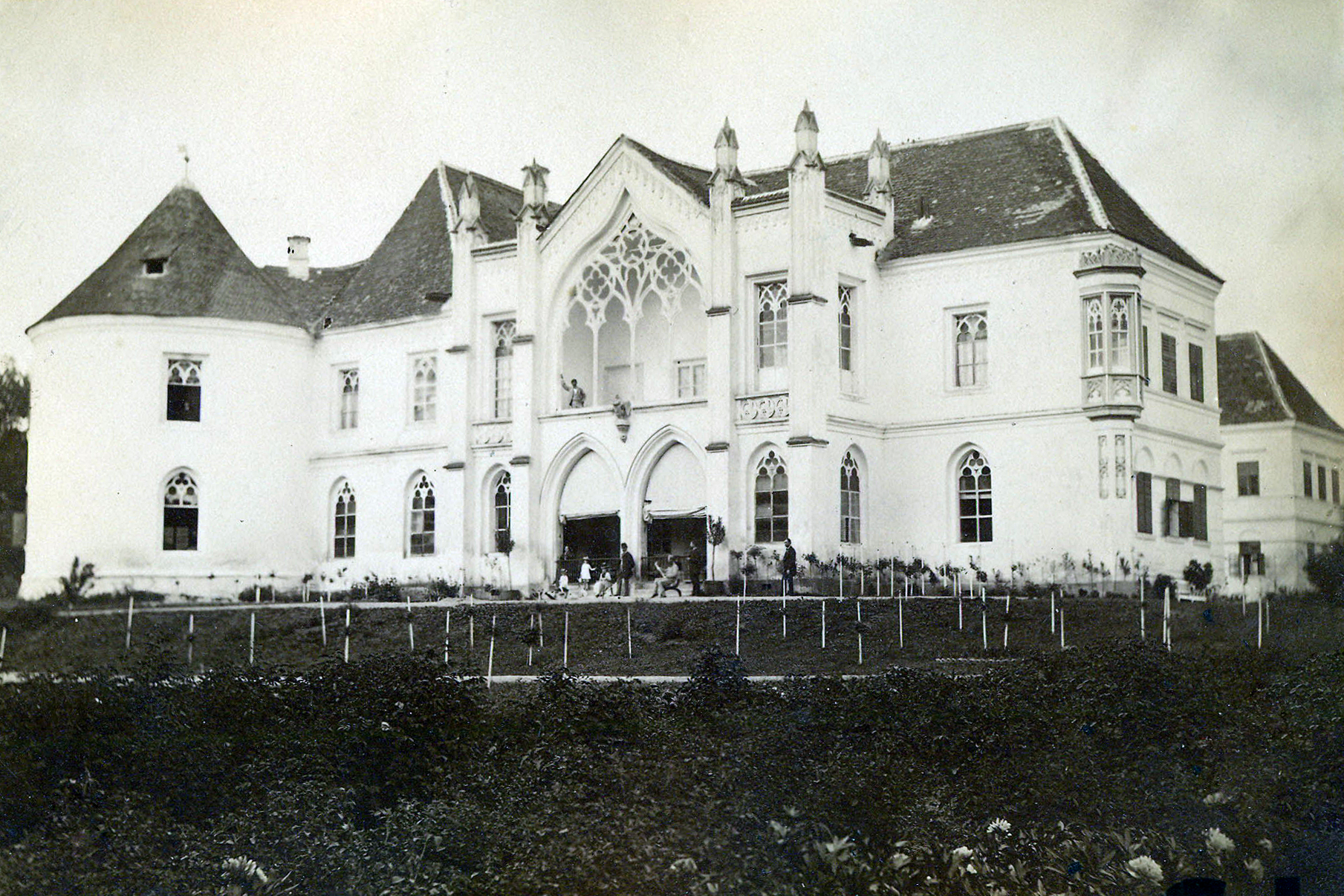
A főhomlokzata 1890 körül
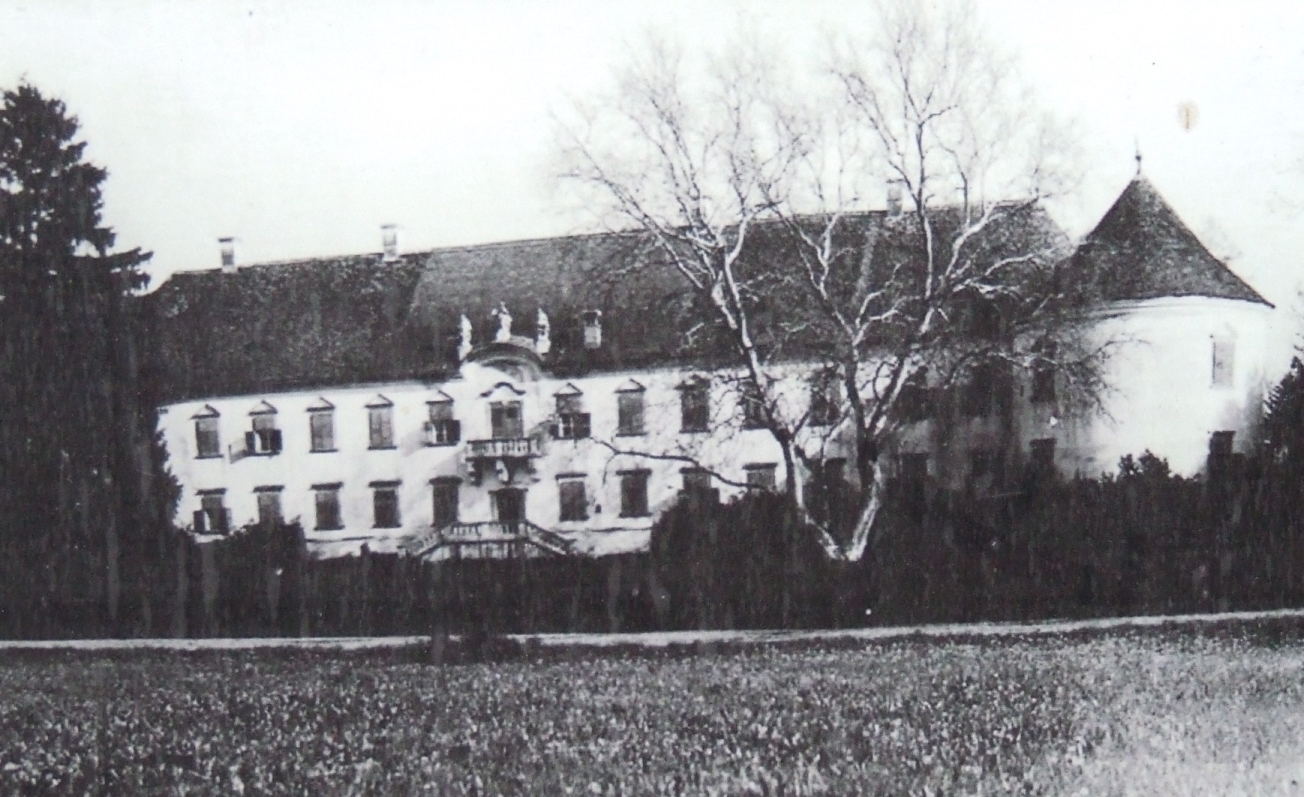
A 20. század elején
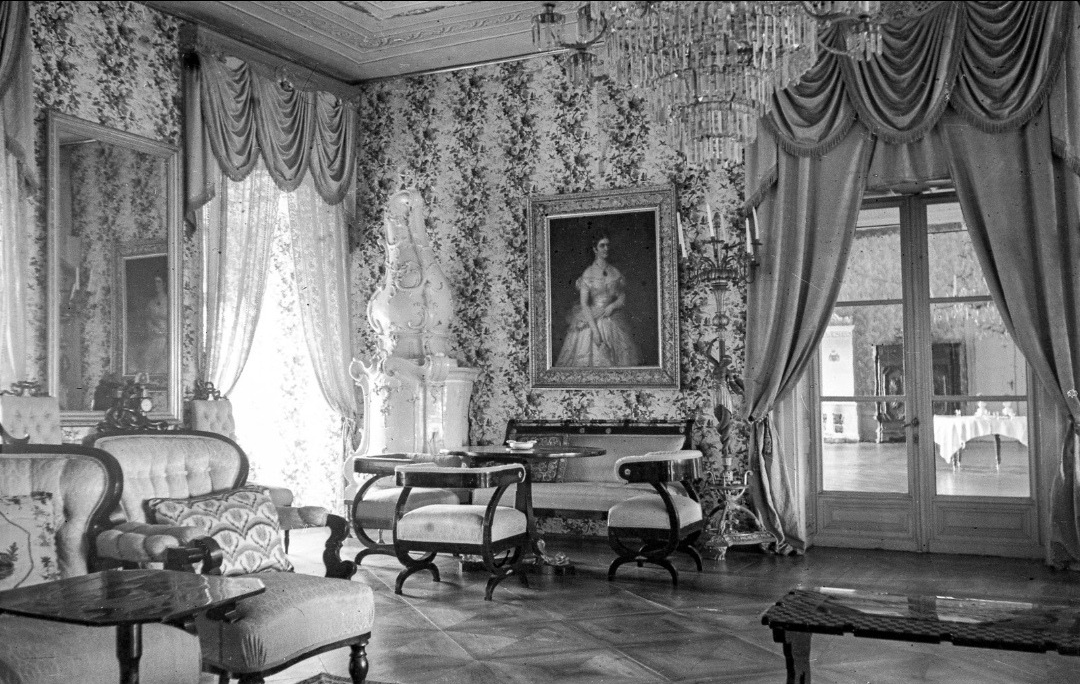
Enteriőr
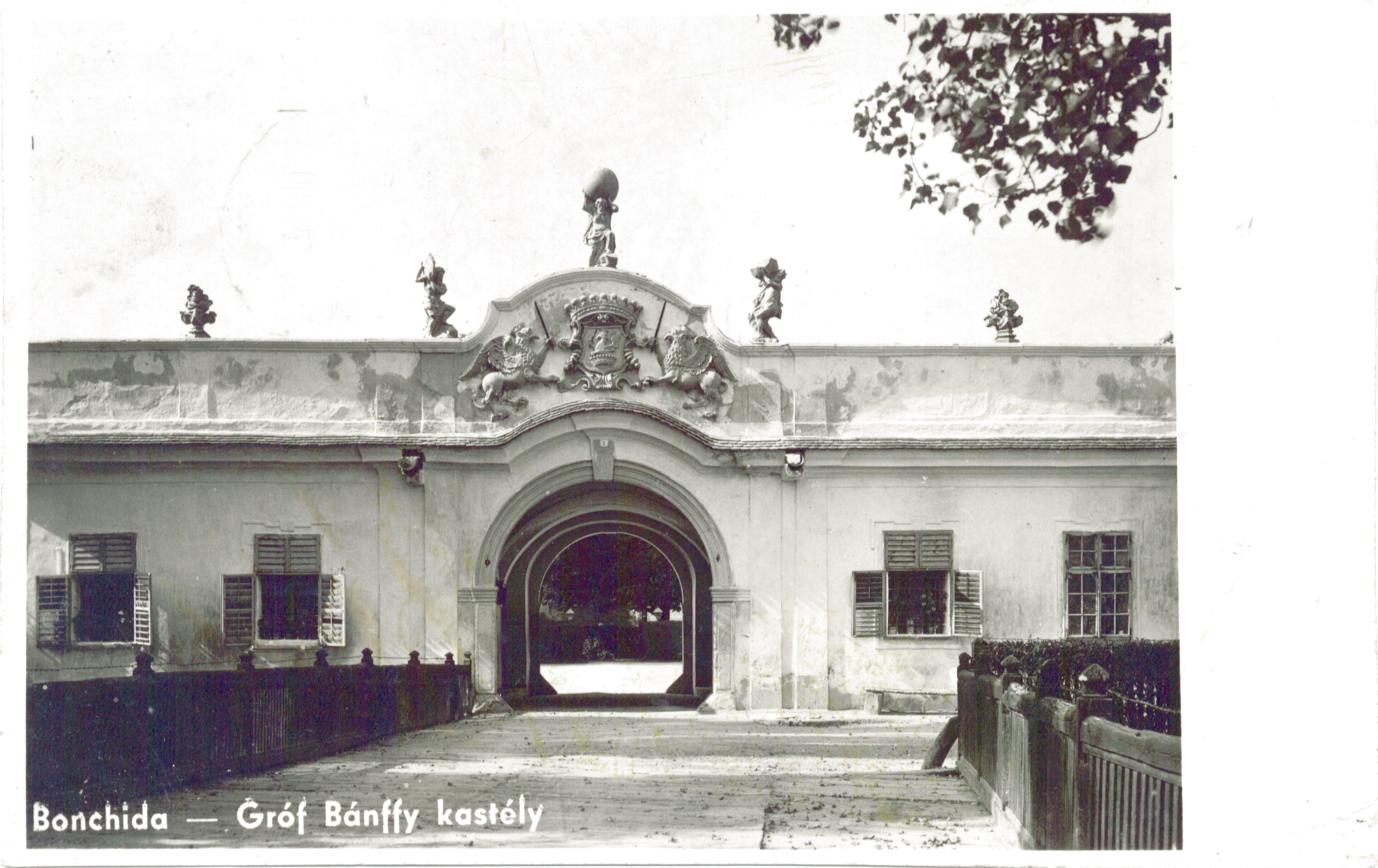
A kastély főbejárata belülről (1940-1944)
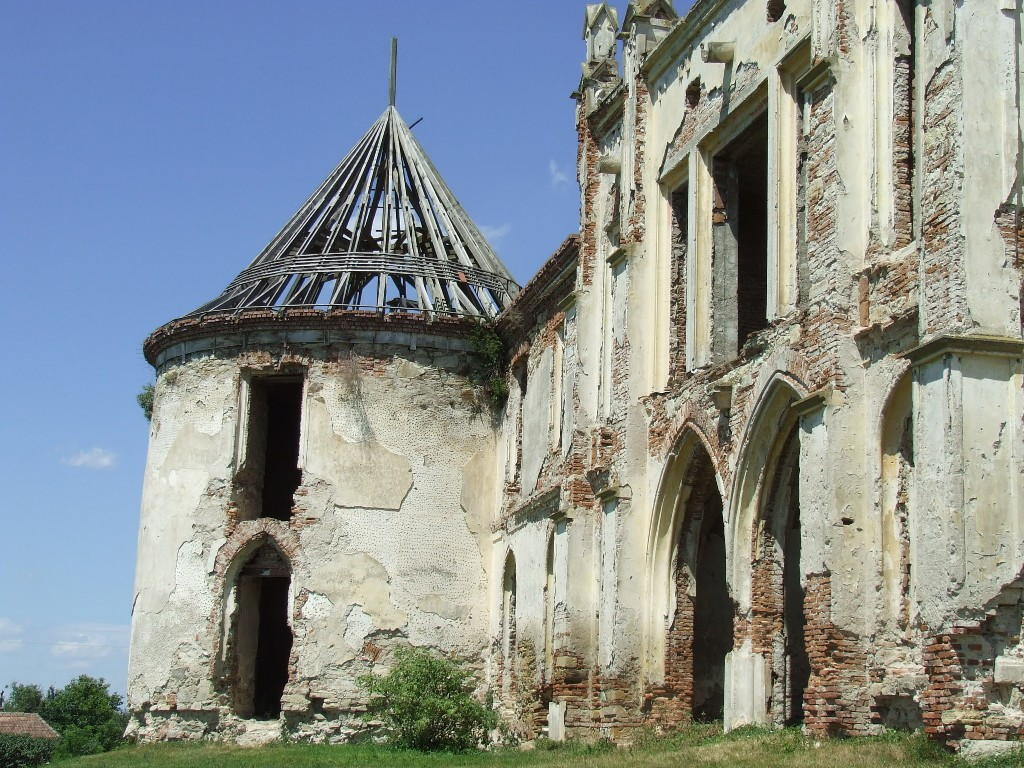
A kastély egyik saroktornya pusztulófélben
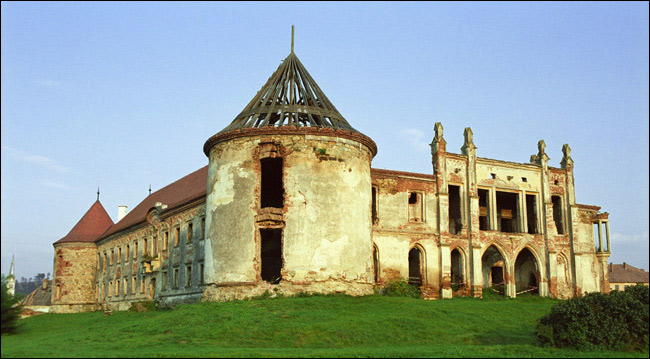
Megkezdődött a felújítás
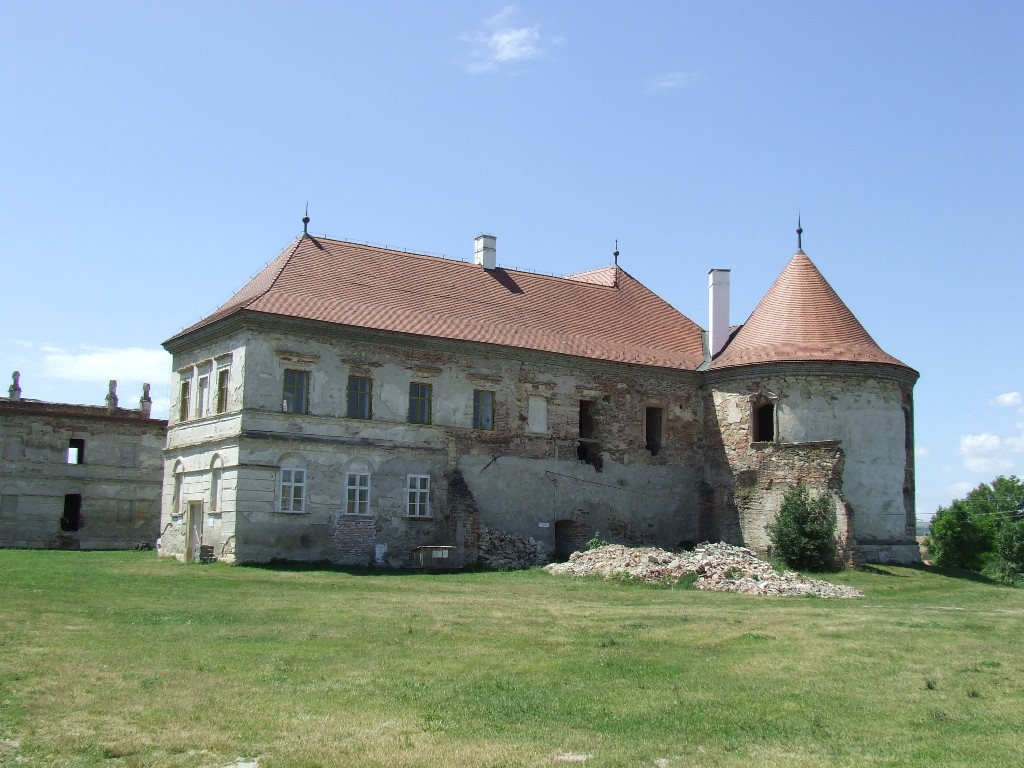
2007-ben új tetőt kapott
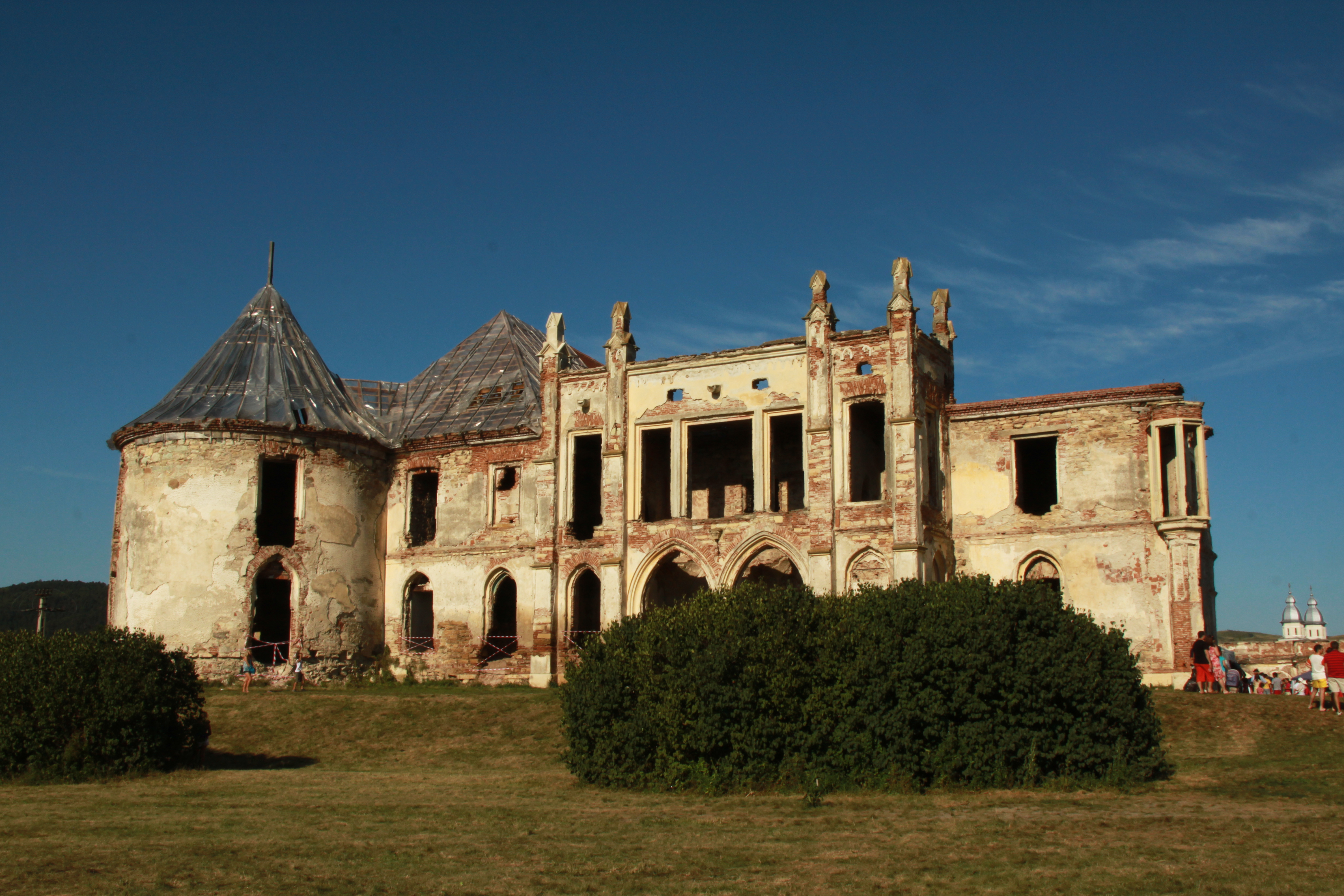
A romos főhomlokzat
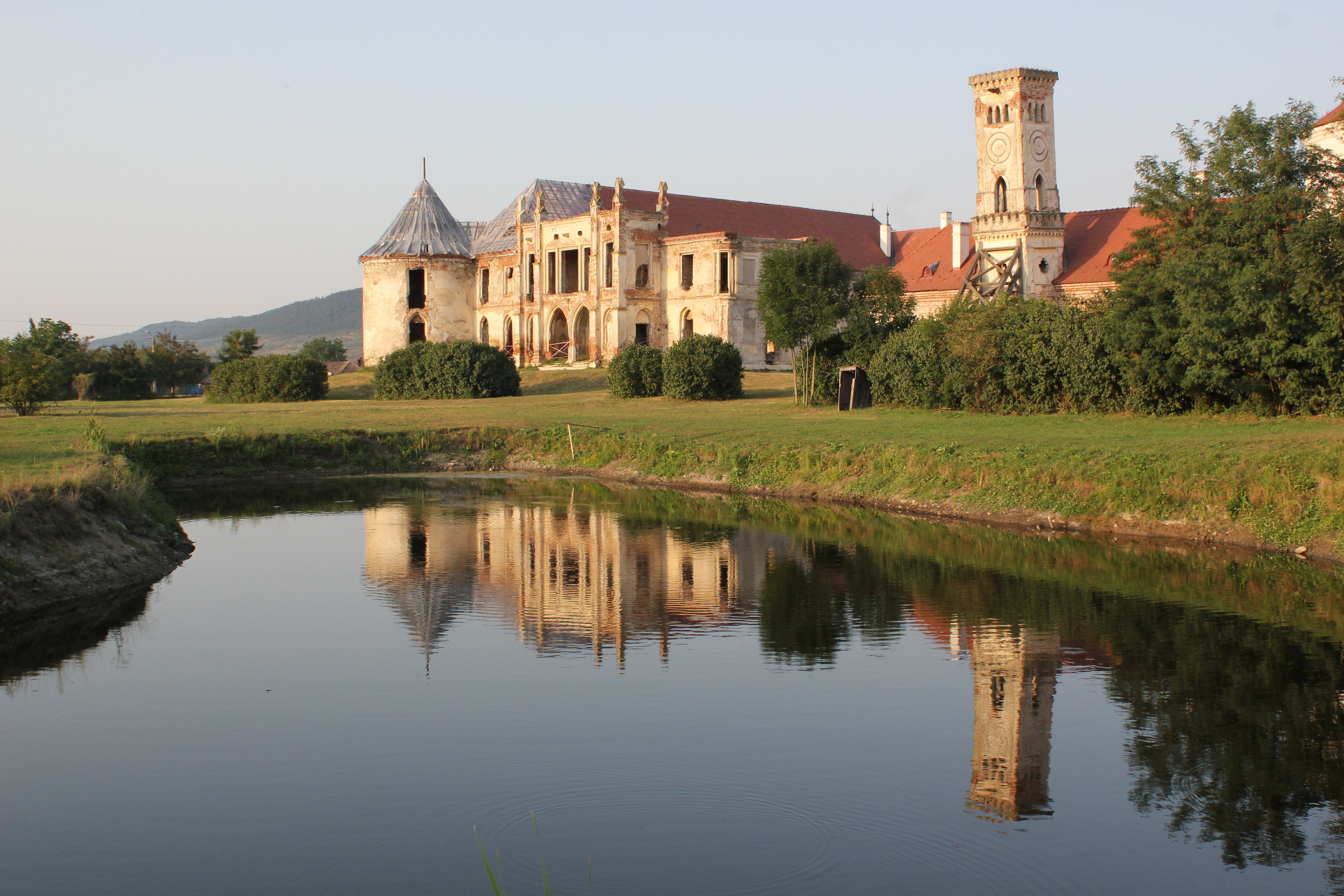
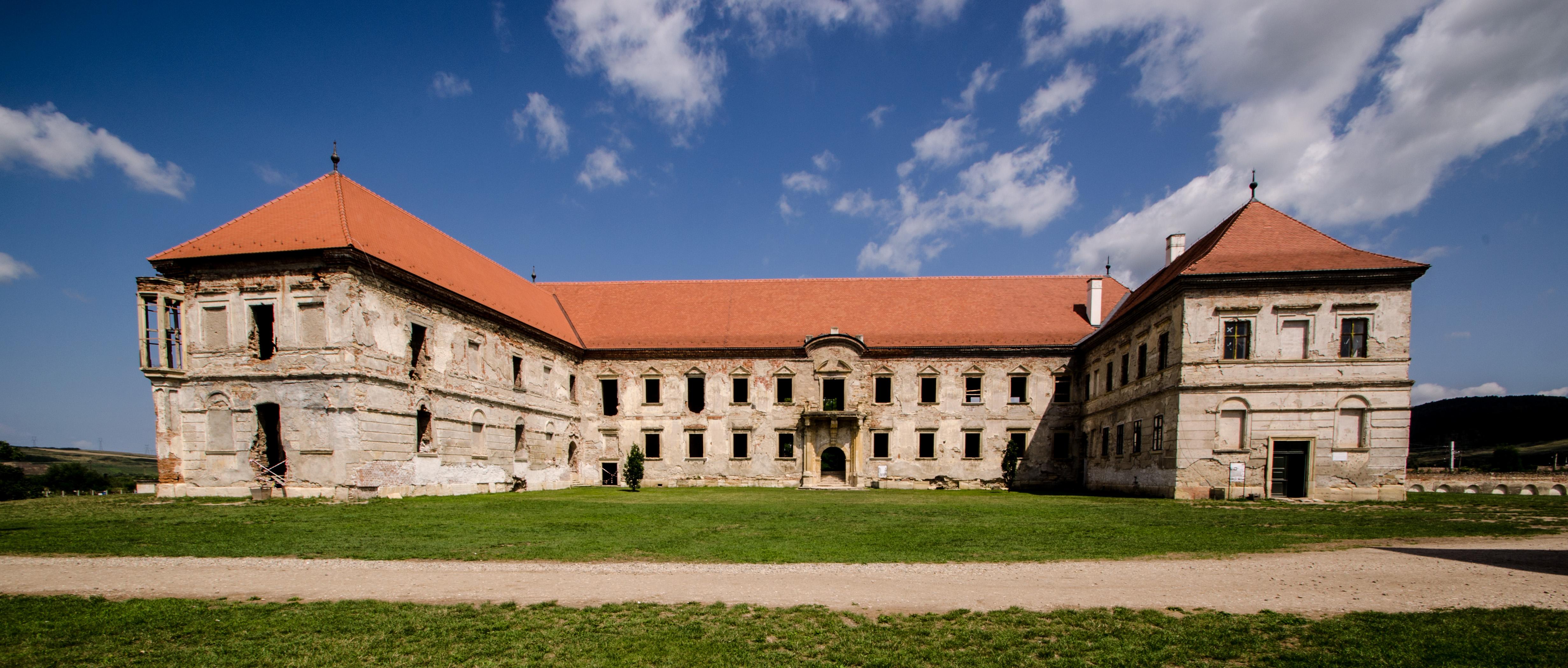
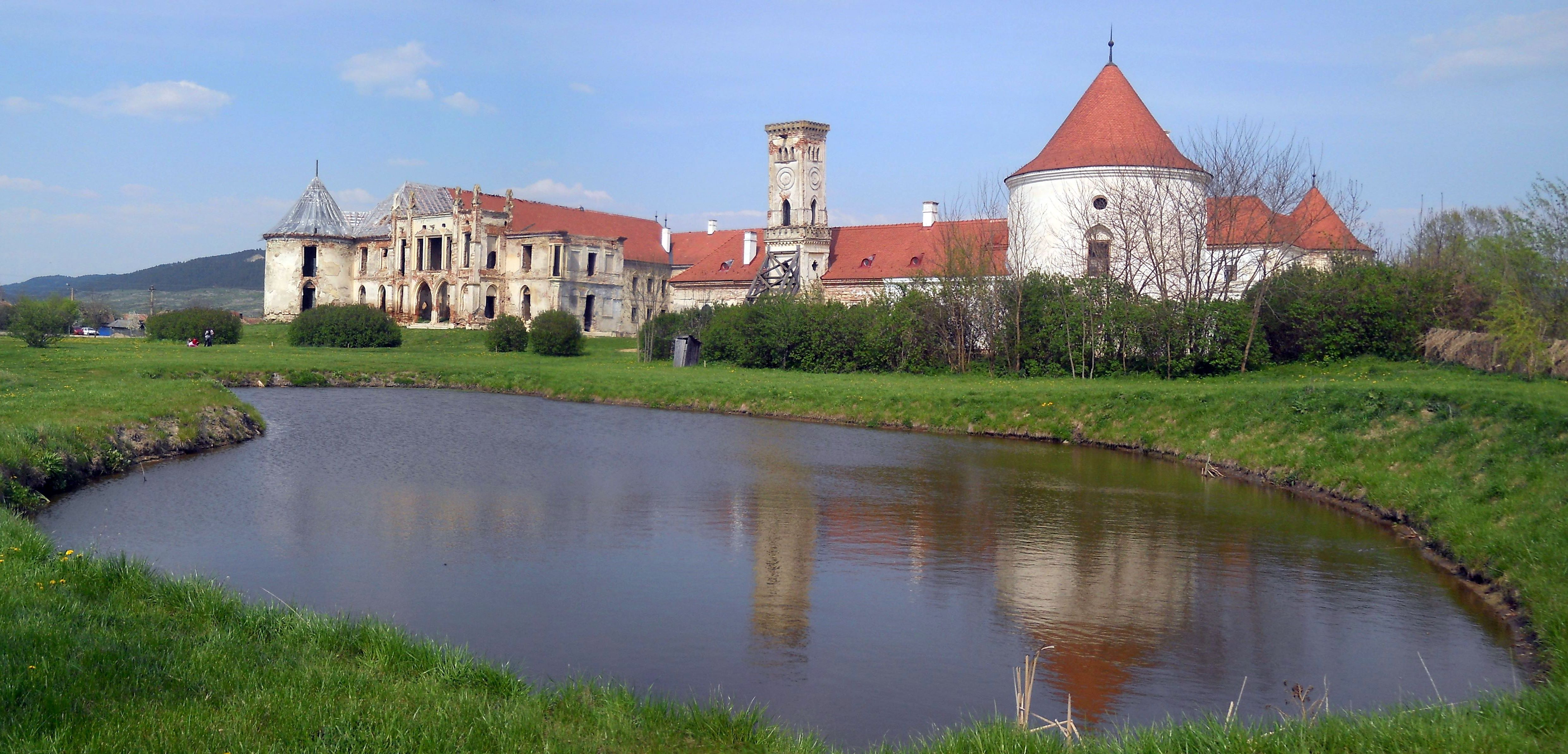